# 古谷拓郎
古谷 拓郎（ふるや たくろう、2000年4月21日 - ）は、千葉県鎌ケ谷市出身の元プロ野球選手（投手）。右投右打。

## 来歴

### プロ入り前
小学校2年時に野球を始め、所属チームの人数が少なかったこともあり、投手を務める。鎌ヶ谷市立第二中学校時代は県大会ベスト8が最高成績だった。
高校は習志野高校に進学。1年秋からベンチ入りし、2年夏の千葉大会では4回戦や準々決勝で先発登板を果たした。木更津総合との決勝では救援登板したが、打者2人に対し1安打1四球で降板している。2年秋には背番号16ながら、県4強入りに貢献し、この頃からプロを意識し始めた。3年春にはエースナンバーを初めて着け、関東大会出場に貢献。3年夏の西千葉大会は背番号10でベンチ入りし、4回戦で7回に初登板すると、3回無失点の好投を見せる。続く準々決勝でも救援登板し1回無失点に抑えると、準決勝で中央学院と対戦。8回途中から救援登板するも、10回裏にサヨナラホームランを打たれて敗れ、甲子園出場は果たせなかった。1学年上に池田来翔がいた。
2018年10月25日のドラフト会議で千葉ロッテマリーンズから6位指名を受け、11月17日に契約金3000万円、年俸460万円で契約した（金額は推定）。背番号は65。

### ロッテ時代
2019年は、5月5日の読売ジャイアンツとの二軍戦で、二軍公式戦としてプロ初登板を飾り、1回を投げて1失点だった。同11日の東京ヤクルトスワローズとの二軍戦では、6回表からマウンドに上がり2回1失点だったが、6回裏に高校の先輩でもある福浦和也が代打勝ち越し適時打を放ちチームが勝利したためプロ初勝利を手にした。8月以降は先発として投げ、この年はルーキーながら二軍にて13試合に登板し6勝4敗、防御率5.04という成績を残した。
2020年は、二軍で7試合に登板し、2勝2敗、防御率2.97の成績を残した。7月末以降は腰の痛みの影響で二軍でも登板がなかったが、新型コロナウイルスに主力選手が感染した影響で一軍に昇格。10月10日の福岡ソフトバンクホークス戦（福岡PayPayドーム）で3回裏からプロ初登板。柳田悠岐に適時打を浴びたが、ジュリスベル・グラシアルからプロ初奪三振を記録するなど、3回3安打5奪三振1失点の成績を残した。その後は同17日の北海道日本ハムファイターズ戦（ZOZOマリンスタジアム）、同19日の同カードでプロ初先発登板の予定だったが共に雨天延期となり、同24日のオリックス・バファローズ戦（京セラドーム大阪）でようやくプロ初先発登板を果たしたが、初回にT-岡田に本塁打を浴びるなど、3回1/3を2失点で敗戦投手となった。オフの契約更改では、20万円増の年俸480万円でサインした。
2021年は、一軍での登板はなく、二軍では9試合の登板で0勝1敗、防御率3.97だった。オフの契約更改では現状維持となる480万円でサインした（金額は推定）。
2022年10月21日、球団から戦力外通告を受けた。
11月16日、球団から育成選手として再契約することが発表された。背番号は124。
2023年はファームで12登板し、防御率4.24という成績だった。10月3日に再度戦力外通告を受け、育成契約への変更後1年経過による自由契約となったが、11月18日に再契約した。
2024年はファームでの11登板で3勝を挙げるも防御率は4.44で、オフの10月6日に再び戦力外通告を受けた。12月1日夜に自身のインスタグラムを更新し、今季限りでの現役引退を発表。

## 選手としての特徴
高校時代のストレートの最速は143km/hであるが、球速以上のキレが武器。プロ初登板の試合では150km/hを記録した。変化球は、主にカーブとスライダーを投じる。

## 人物
- 2020年、プロ初先発の予定だった試合が3試合連続で降雨中止になった。このことから、雨男とも呼ばれている[29]。

## 詳細情報

### 年度別投手成績
| 年 度     | 球 団     | 登 板 | 先 発 | 完 投 | 完 封 | 無 四 球 | 勝 利 | 敗 戦 | セ 丨 ブ | ホ 丨 ル ド | 勝 率 | 打 者 | 投 球 回 | 被 安 打 | 被 本 塁 打 | 与 四 球 | 敬 遠 | 与 死 球 | 奪 三 振 | 暴 投 | ボ 丨 ク | 失 点 | 自 責 点 | 防 御 率 | W H I P |
| --------- | --------- | ----- | ----- | ----- | ----- | -------- | ----- | ----- | -------- | ----------- | ----- | ----- | -------- | -------- | ----------- | -------- | ----- | -------- | -------- | ----- | -------- | ----- | -------- | -------- | ------- |
| 2020      | ロッテ    | 2     | 1     | 0     | 0     | 0        | 0     | 1     | 0        | 0           | .000  | 30    | 6.1      | 6        | 1           | 7        | 0     | 1        | 7        | 3     | 0        | 3     | 3        | 4.26     | 2.05    |
| 通算：1年 | 通算：1年 | 2     | 1     | 0     | 0     | 0        | 0     | 1     | 0        | 0           | .000  | 30    | 6.1      | 6        | 1           | 7        | 0     | 1        | 7        | 3     | 0        | 3     | 3        | 4.26     | 2.05    |

- 2023年度シーズン終了時

### 年度別守備成績
| 年 度 | 球 団  | 投手  | 投手  | 投手  | 投手  | 投手  | 投手     |
| 年 度 | 球 団  | 試 合 | 刺 殺 | 補 殺 | 失 策 | 併 殺 | 守 備 率 |
| ----- | ------ | ----- | ----- | ----- | ----- | ----- | -------- |
| 2020  | ロッテ | 2     | 0     | 2     | 0     | 0     | 1.000    |
| 通算  | 通算   | 2     | 0     | 2     | 0     | 0     | 1.000    |

- 2023年度シーズン終了時

### 記録
初記録
- 初登板：2020年10月10日、対福岡ソフトバンクホークス17回戦（福岡PayPayドーム）、3回裏に2番手で救援登板、3回1失点
- 初奪三振：同上、3回裏にジュリスベル・グラシアルから空振り三振
- 初先発登板：2020年10月24日、対オリックス・バファローズ22回戦（京セラドーム大阪）、3回1/3 2失点で敗戦投手

### 背番号
- 65（2019年 - 2022年）
- 124（2023年 - 2024年）